# Копп, Эллен
Эллен Копп (англ. Ellen Copp, полное имя Ellen Rankin Copp, урождённая Helen Houser Rankin; 1853—1901) — американская скульптор.

## Биография
Родилась 4 августа 1853 года в Атланте, штат Иллинойс, в семье доктора Эндрю Кэмпбелла Рэнкина и его жены Сюзанны Руш Хаузер. Её отец был врачом, который служил армейским хирургом во время Гражданской войны в США. Её дедушка Джон Рэнкин и бабушка Джин Рэнкин были известными аболиционистами и хозяевами подземной железной дороги в штате Огайо.
В 1888 году, после нескольких лет работы преподавателем, Элен начала учиться в Чикагском институте искусств. Здесь в числе её преподавателей был Лорадо Тафт, и она входила в группу женщин-скульпторов «Белые кролики».

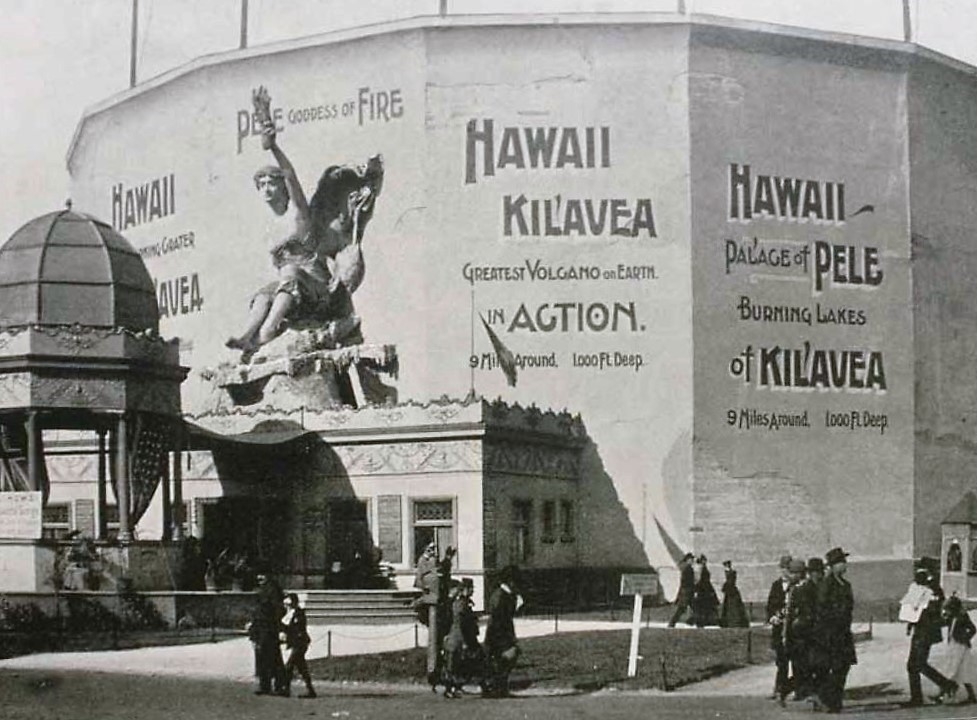
Скульптура «Pele» на Всемирной выставке

В 1890 году Эллен Копп получила свою первую медаль за скульптуру, присужденную Институтом искусств Чикаго. Затем она создала скульптуры «Maternity» для здания Иллинойса и скульптуру «Pele» для здания Гавайев на Всемирной Колумбовой выставке в Чикаго в 1893 году. Вторая работа высотой 24 фута представлялась как «самая большая статуя, когда-либо созданная женщиной». На этой выставке были представлены ещё четыре работы Копп: бронзовый портрет Харриет Монро, бронзовый портрет Берты Палмер и ещё небольшие работы внутри здания Иллинойса.
После окончания выставки Копп уехала в Европу и продолжила художественное образование в Мюнхене, где представила свою скульптуру «Strength of Nations» в 1895 году. В числе её работ — бюсты выдающихся чикагцев, в том числе её деда — для города Рипли, штат Огайо. В 1896 году она представила амбициозное предложение для военного памятника в Техасе.
Умерла 8 августа 1901 года в Атланте, штат Иллинойс, и была похоронена на городском кладбище Atlanta Cemetery.

### Личная жизнь

Эллен с сыном

Эллен Рэнкин вышла замуж за Уильяма Коппа в 1874 году. У них родилось пятеро сыновей; четверо умерли в младенчестве. Эллен оставила мужа в Америке, когда уехала в Европу с сыном. В 1897 году мистер Уильям Копп, расстроенный из-за разлуки и собственной безработицы, напал с оружием на родителей и сестру Эллен, считая, что они виновны в его расставании с Эллен. Отец был сильно ранен, и после этого случая Эллен развелась с Уильямом.
Их единственный выживший сын Хью Дирборн Копп, который после развода родителей взял имя Хью Доак Рэнкин, тоже стал художником, наиболее известным как иллюстратор научной фантастики.